# 바른스톡크

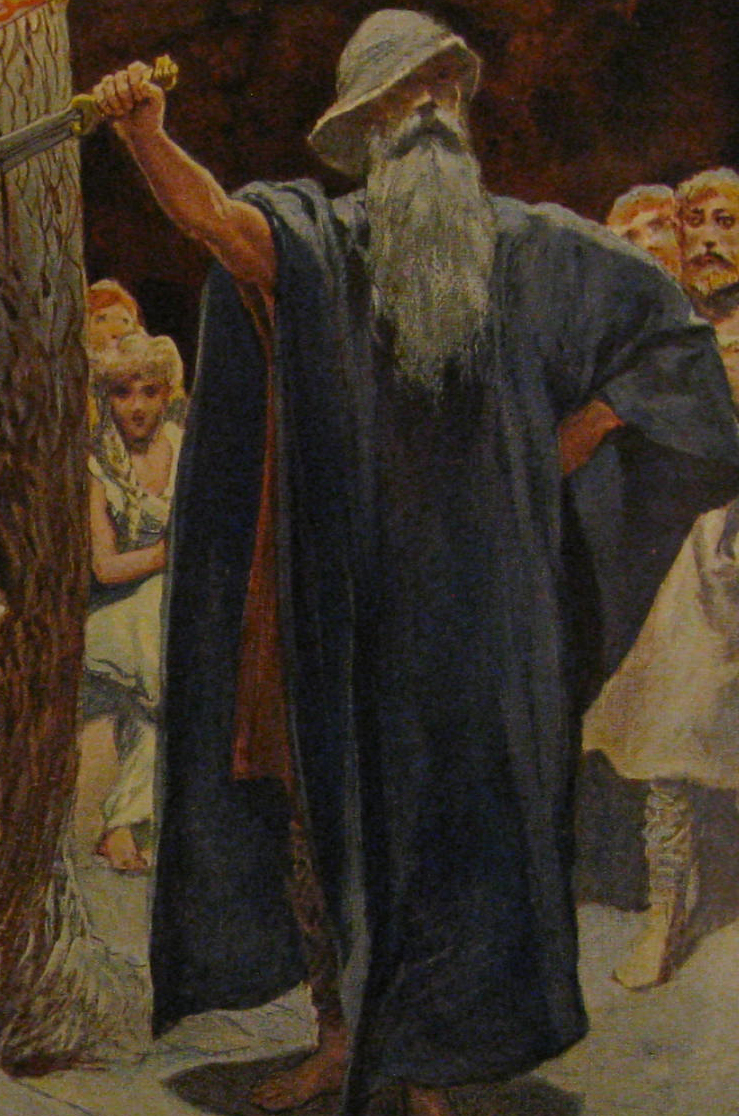
에밀 되플러의 그림.

바른스톡크(고대 노르드어: Barnstokkr→아이 줄기)는 노르드 신화에 나오는, 볼숭 왕의 궁전 한복판에 서 있던 나무이다. 바른스톡크는 5세기 ~ 6세기의 역사적 사실 일부에 근거한 고중세 전설들을 13세기에 기록한 《볼숭 일족의 사가》 제2장과 제3장에 언급된다. 볼숭 왕의 딸 시그뉘 공주와 기트족의 왕 시게이르가 결혼을 하게 되어 피로연이 벌어지고 있는데, 애꾸눈의 낯선 이가 나타나 바른스톡크에 검 한 자루를 쑤셔박았다. 궁전 안에 있던 사람들 중 시그문드만이 검을 뽑아낼 수 있었으며, 이 검이 곧 그람으로 시그문드의 검이 되었다. 바른스톡크가 내포하고 있는 의미가 무엇인지, 또 게르만 전통종교에 등장하는 다른 나무들과의 관계는 무엇인지에 대한 여러 가지 학설들이 제기되고 있다.

## 볼숭 일족의 사가
바른스톡크는 《볼숭 일족의 사가》 제2장에서 처음 언급된다. 볼숭 왕은 “다음과 같이 지어진 훌륭한 궁전을 가지고 있었다. 거대한 나무가 전당의 복판에 줄기를 박고 아름다운 꽃이 핀 가지는 지붕 위까지 뻗쳤다. 사람들은 이 나무를 바른스톡크라 불렀다.”
제3장에서 볼숭 왕의 딸 시그뉘와 기트족의 왕 시게이르가 결혼하여 볼숭 왕의 궁전 전당에서 피로연이 열린다. 전당의 가장자리를 따라 붙은 길쭉한 난로바닥에 불이 타올랐고, 전당 가운데에는 거목 바른스톡크가 서 있었다. 그날 저녁, 연회에 참여한 사람들이 불꽃이 넘실대는 난롯가에 앉아 있는데, 키가 껑충하니 큰 외눈의 늙은이가 전당에 들어섰다. 아무도 알아보지 못한 그 늙은이는 얼룩덜룩한 망토를 걸치고 다리에는 아마포 반바지를 입었으며 맨발이었다. 한 손에 검을 든 늙은이는 바른스톡크로 다가갔다. 그 나이를 짐작케 할 수 있는 회색 머리를 눌러쓴 망토의 후드가 가렸다. 늙은이는 검을 나무줄기에 쑤셔박았고, 자루만 남기고 검날은 몽땅 나무 속에 박혀 버렸다. 떠들썩하던 잔치 자리가 잠잠해졌다.
키 큰 늙은이는 나무줄기에서 검을 뽑아내는 자가 곧 검의 주인이 될 것이며, 그자는 이 검보다 더 좋은 검을 절대 들 수 없을 것이라고 말했다. 늙은이는 휑하니 전당을 떠나 버렸고, 아무도 그가 누구인지 또 어디로 간 것인지 알지 못했다. 모두가 일어나서 돌아가며 바른스톡크에서 검을 뽑아내려고 시도했다. 볼숭 왕의 장남 시그문드의 차례가 되자 검이 마치 처음부터 느슨하게 박혀 있었던 것처럼 미끄러지듯 뽑혀나왔다. 그리고 사가는 계속된다.

## 신화 해석

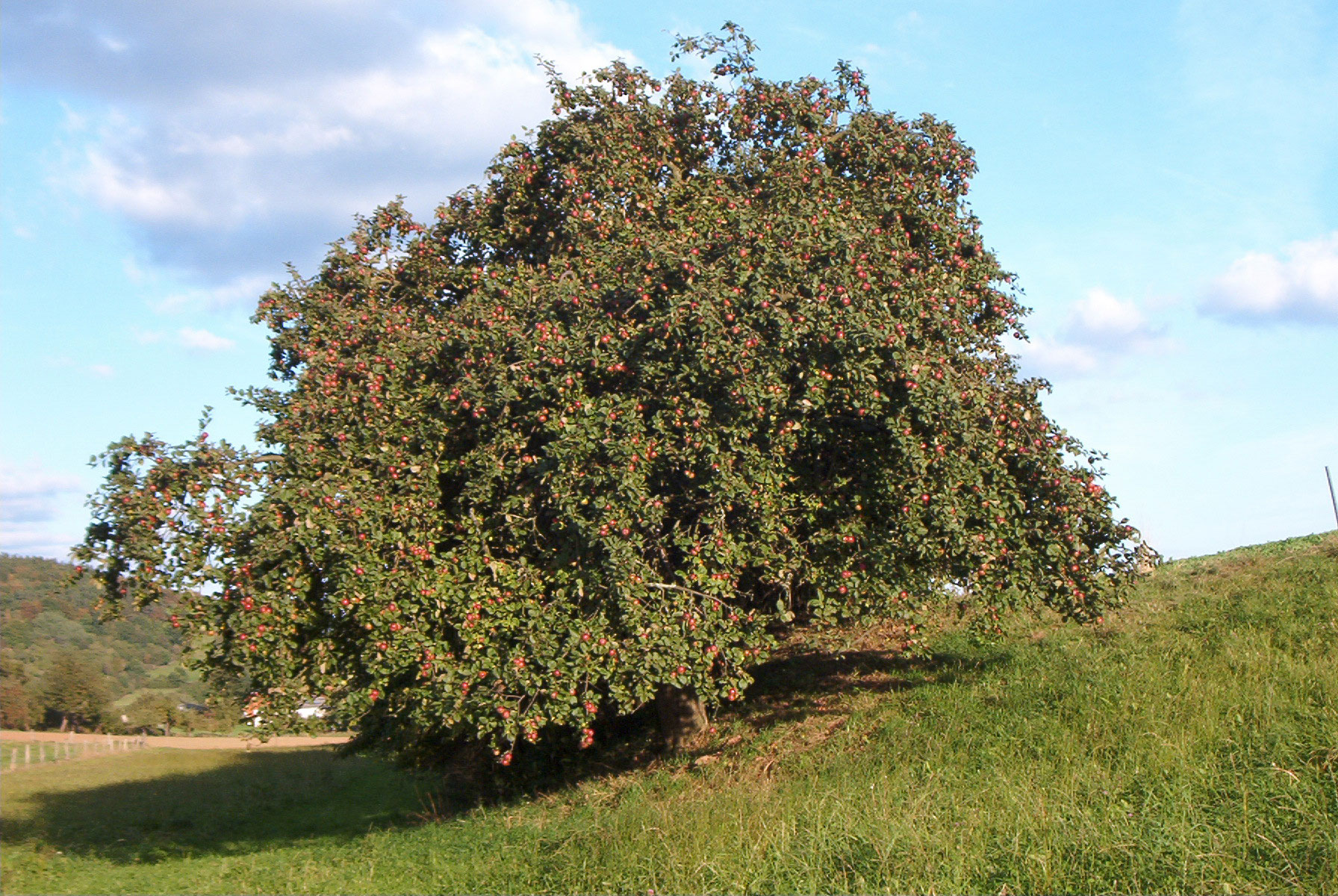
독일의 사과나무.

힐다 엘리스 데이비드슨은 바른스톡크에 꽂힌 검을 기독교 이전 게르만 사회에서 이루어진 검을 이용한 결혼 의식과 연결지었다. 젊은 남자가 결혼식날 신부에게 가져오는 검은 남근 상징일 가능성이 있으며, 생산력과의 관련성을 시사한다. 데이비드슨은 스웨덴의 시골 지역에서 이루어진 결혼식이나 놀이문화에 나무 또는 “스톡스”(stocks)가 17세기까지도 사용되었다는 기록과 노르웨이에서는 “신랑이 칼을 대들보에 휘둘러 생긴 칼자국의 깊이로 결혼의 ‘운’을 점치는” 관습이 “오늘날까지도 남아 있다”는 것을 근거 사례로 든다.
데이비드슨은 ‘아팔드’(apaldr→사과나무)라는 기술어와 볼숭 왕의 탄생 사이에도 관련이 있음을 지적한다. 《볼숭 일족의 사가》의 보다 앞부분에 보면 볼숭의 아버지 레리르가 봉분 위에 앉아서 아들을 내려달라고 기원을 하는데 프리그 여신이 레리르에게 사과 하나를 전해준다. 레리르는 아내와 함께 사과를 먹고 아내가 임신하게 된다. 데이비드슨은 이 봉분이 아마 가족묘였을 것이며, 나무, 과일, 봉분, 아기의 탄생 사이의 연관성을 제안한다.
데이비드슨은 시게이르가 오딘이 바른스톡크에 꽂아넣은 검을 뽑지 못했을 때 보이는 분노가 솔직히 지나친 것처럼 보인다는 의견을 밝히며, 시게이르가 검을 그렇게 원한 근본적인 이유가 있었을 것이라고 말한다. 데이비드슨은 이 검은 결혼식 선물로 주어진 것임을 강조하면서, “바른스톡크는 스웨덴과 덴마크의 많은 집 옆에 서 있었던, 집안의 ‘운’과 관련된” 수호목(守護木)을 대표하는 것이라고 말한다. 그리고 수호목은 아기의 탄생과도 연관이 있었을 것이라고 한다. 데이비드슨은 얀 데 브리스를 인용하여 “집안의 여자가 수호목에게 기원도 하고 아이를 낳을 때 나무를 붙잡기도 하는 등으로 사용되었기에” ‘바른스톡크’라는 이름이 “이 이야기에선 이러한 나무의 몸통줄기를 가리키는 이름으로 사용되었다”고 한다.
게르만 지역에서의 나무, 또는 ‘수호목’을 둘러싼 역사적 구조의 사례들을 들면서, 데이비드슨은 “집안의 ‘운’이란 분명히 성공적으로 아들을 낳고 기르는 것에 크게 의존하고 있었을 것이며, 수호목이 파괴되면 집안 사람들도 죽게 된다는 보편적인 믿음이 있었다”고 한다. 이와 관련하여 데이비드슨은 결혼식 피로연에서 이 검을 뽑는 사람은 신랑인 시게이르가 되었어야 하며, “검을 소유하게 되는 것은 곧 ‘운’이 신부와 함께 들어와 결혼 이후 아들을 낳고 성공적으로 대를 잇게 되는 것을 상징한다”라고 신화를 해석한다. 그러나 검은 시게이르를 거부했고, 이것은 치명적인 치욕이었다. 이에 따라 전당의 분위기가 싸늘해진 것이다.

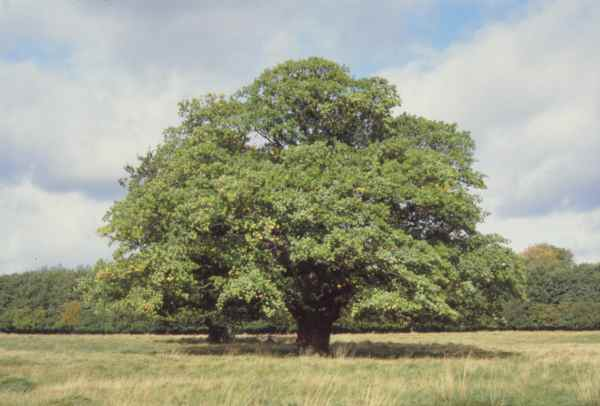
덴마크의 참나무.

제시 비오크(Jesse Byock; 1990)는 ‘바른스톡크’라는 이름이 나무의 원래 이름이 아닐 수도 있다면서, 원래는 ‘브란스톡크’(brand(d)stokkr)였을 가능성이 있다고 말한다. 이 합성어의 접두 부분 ‘브란드’(brandr)는 “낙인”(brand; firebrand)이라는 뜻인데, 때때로 “난로”(hearth)와 동의어로 사용될 때도 있었다. 이는 전당 안에 타오르고 있던 불과의 연관성을 시사한다. 비오크는 이 나무가 “에이크”(eik; 참나무)라고 일컬어지는데, 아이슬란드인들은 이것을 그냥 “나무”라는 뜻으로 사용했다고 한다. 또 나무가 사과나무라는 뜻의 “아팔드”라고도 불리는데 이것 역시 그냥 “나무”를 전체적으로 가리키는 명사로 사용되었다고 말한다. 비오크는 이 중 사과나무라는 뜻의 후자 “아팔드”가 보다 상징적인 의미를 가지고 있을 수 있다며, 이둔 여신의 사과나무와의 연관성을 지적한다. 더 나아가 바른스톡크를 세계수 위그드라실과 동일시할 수도 있다고 한다.
앤디 오차드(Andy Orchard; 1997)는 바른스톡크의 역할과 위치를 곧 “볼숭의 전당을 떠받치고 지붕을 뚫고 싹을 틔우는 강력한 나무”라고 말한다. 이는 세계수 위그드라실과 명백한 유사성이 있으며, 특히 위그드라실과 발홀 전당의 위치 사이에서의 관계까 그러하다. 또한 오차드는 시그문드가 바른스톡크에서 검을 뽑아낸 것과 아서 왕이 엑스칼리버를 돌에서 뽑아낸 것 사이의 유사성도 지적하고 있다.

## 같이 보기
- 글라시르: 발홀 앞에 서 있는 황금 나무.
- 레라드: 발홀 꼭대기에 서 있는 나무. 염소와 사슴이 그 잎을 뜯는다.
- 웁살라의 영목: 웁살라 신전 앞에 서 있었던 상록수.

## 참고 자료
- Byock, Jesse L. (1990). The Saga of the Volsungs: The Norse Epic of Sigurd the Dragon Slayer. University of California Press. ISBN 0-520-23285-2.
- Davidson, H. R. (1960년 3월). The Sword at the Wedding 71. The Folklore Society. JSTOR 1258785.
- Orchard, Andy (1997). Dictionary of Norse Myth and Legend. Cassell. ISBN 0-304-34520-2.